# Mendele Moicher Sforim
Mendele Moicher Sforim (em iídiche:  מענדעלע מוכר ספֿרים, em hebraico:  מנדלי מוכר ספרים, também conhecido como Moykher, Sfarim; (Kapyĺ, 21 de dezembro de 1835 jul./ 2 de janeiro de 1836 greg. – Odessa, 25 de novembro jul./ 8 de dezembro de 1917 greg.) é o pseudônimo de Sholem Yakov Abramovich, escritor e um dos fundadores da moderna linguagem yiddish e hebraica.

## Juventude
Mendele nasceu em uma família pobre em Kapyl, no governo de Minsk. Seu pai, Chaim Moyshe Broyde, morreu logo depois que Mendele se tornou Bar Mitzvah. Ele estudou na yeshiva em Slutsk e Vilna até os 17 anos; durante esse tempo, ele era um internato diurno no sistema de Teg-Essen, mal sobrevivendo e frequentemente com fome.
Em seguida, Mendele viajou extensivamente pela Bielo-Rússia, Ucrânia e Lituânia à mercê de um mendigo abusivo chamado Avreml Khromoy (em russo para "Avreml, o Manco"); Avreml mais tarde se tornaria a fonte do personagem-título de Fishke der Krumer (Fishke the Lame). Em 1854, Mendele se estabeleceu em Kamianets-Podilskyi, onde conheceu o escritor e poeta Avrom Ber Gotlober, que o ajudou a entender a cultura secular, filosofia, literatura, história, russo e outras línguas.

## Trabalhos anteriores
O primeiro artigo de Mendele, "Carta sobre Educação", apareceu em 1857, no primeiro jornal hebraico, Hamagid; seu mentor Gotlober apresentou o trabalho escolar de Mendele sem o conhecimento prévio de Mendele. Em Berdychiv, na Ucrânia, onde viveu de 1858 a 1869, ele começou a publicar ficção em hebraico e iídiche. Tendo ofendido os poderes locais com sua sátira, ele deixou Berdichev para treinar como rabino na escola rabínica patrocinada pelo governo, relativamente teologicamente liberal, em Zhytomyr, onde viveu de 1869 a 1881, e se tornou o chefe da escola tradicional (Talmud Torá) em Odessaem 1881. Ele viveu em Odessa até sua morte em 1917, exceto por dois anos em Genebra, onde fugiu dos pogroms inspirados pelo governo após a revolução fracassada de 1905.

## Avô da literatura iídiche
Mendele inicialmente escreveu em hebraico, cunhando muitas palavras nesse idioma, mas acabou mudando para o iídiche para expandir seu público. Como Sholem Aleichem, ele usou um pseudônimo por causa da percepção na época de que, como vernáculo do gueto, o iídiche não era adequado para um trabalho literário sério - uma ideia que ele fez muito para dissipar. Sua escrita trazia fortemente a marca da Haskalah. Ele é considerado por muitos o "avô da literatura iídiche", um epíteto que lhe foi atribuído por Sholem Aleichem, na dedicatória de seu romance Stempenyu. O estilo de Mendele em hebraico e iídiche influenciou fortemente várias gerações de escritores posteriores.
Embora a tradição do jornalismo em iídiche tenha um pouco mais de história do que em hebraico, Kol Mevasser, que apoiou desde o início e onde publicou sua primeira história em iídiche, "Dos kleyne Mentshele" (O homenzinho), em 1863, é geralmente visto como o primeiro jornal iídiche estável e importante.

## Ideologia e trabalhos posteriores

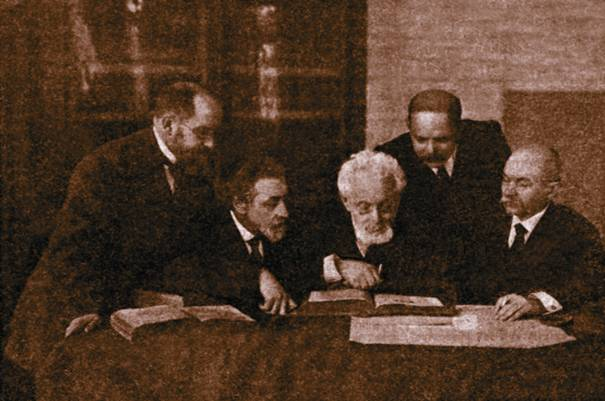
O grupo literário Odessa em 1916; da esquerda para a direita: Yehoshua Ravnitzki (1859-1944), Shloyme Ansky, Mendele M. Sforim, Hayim N. Bialik, Simon Frug.
Sol Liptzin escreve que em suas primeiras narrativas iídiche, Mendele "queria ser útil para seu povo ao invés de ganhar louros literários". Duas de suas primeiras obras, a história "Dos kleyne mentshele" (דאס קליינע מענטשעלע) e o drama não encenado de 1869 Di Takse (O imposto), condenaram a corrupção pela qual os impostos religiosos (neste último caso, especificamente o imposto na carne kosher ) foram desviadas para beneficiar os líderes comunitários e não os pobres. Essa tendência satírica continuou em Di Klatshe (The Nag; 1873) sobre um príncipe, um stand-in para o povo judeu, que está enfeitiçado e se torna uma besta de carga, mas mantém sua superioridade moral ao longo de seus sofrimentos (um tema evidentemente influenciado pelo romance picaresco clássico The Golden Ass de Apuleio.
Seu trabalho posterior tornou-se mais humano e menos satírico, começando com Fishke der Krumer ( פישקע דער קרומער ; escrito 1868-1888) - que foi adaptado como um filme de mesmo título em 1939 (conhecido em inglês como The Light Ahead) - e continuando com o inacabado Masoes Benyomin Hashlishi (מסעות בנימין השלישי; As viagens de Benjamin III; 1878), algo como um Dom Quixote judeu. (O título é uma referência ao conhecido livro de viagens do viajante medieval judeu espanhol Benjamin de Tudela.) Em 1938, esta obra foi adaptada por Hermann Sinsheimer  como peça para o Jüdischer Kulturbund na Alemanha.
Como com Fishke, Mendele trabalhou intermitentemente por décadas em seu longo romance Dos Vinshfingeril (O Anel dos Desejos; 1865-1889), com pelo menos duas versões precedendo a final. É a história de um maskil  - isto é, um apoiador da Haskalah, como o próprio Mendele - que escapa de uma cidade pobre, sobrevive à miséria para obter uma educação secular muito parecida com a de Mendele, mas é impulsionado pelos pogroms da década de 1880 a partir de seu sonhos de fraternidade universal com um nacionalismo judeu. A primeira tradução em inglês, de Michael Wex (autor de Born to Kvetch ), foi publicada em 2003.